# 1754
Évszázadok: 17. század – 18. század – 19. század
Évtizedek: 1700-as évek – 1710-es évek – 1720-as évek – 1730-as évek – 1740-es évek – 1750-es évek – 1760-as évek – 1770-es évek – 1780-as évek – 1790-es évek – 1800-as évek
Évek: 1749 – 1750 – 1751 – 1752 –  1753 – 1754 – 1755 – 1756 – 1757 – 1758 – 1759

## Események
- február 16. – Mária Terézia bevezeti a birodalomban a kettős vámrendszert.[1]
- április 1. – Budapesten felszentelik a Szent Flórián vértanú görögkatolikus templom főoltárát.[2]
- május 6. – Dorothea Erxleben leteszi az orvosi vizsgáit, ezzel ő lesz az első orvosnő Németországban.[3]
- augusztus 1. – XIV. Benedek pápa kibocsátja Quod provinciale(wd) című enciklikáját, amelyben figyelmezteti az Albániában szolgáló misszionáriusokat, hogy a katolikusok nem viselhetnek muszlim nevet.[4]
- október 31. – II. György brit király megalapítja a Columbia Egyetemet, King's College néven.[5]
- december 13. – Az Oszmán Birodalomban trónra lép III. Oszmán.[6]

## Születések
- január 14. – Jacques Pierre Brissot, francia girondista politikus, lapszerkesztő († 1793)
- február 2. – Charles-Maurice de Talleyrand, francia politikus, diplomata († 1838)
- március 23. – Jurij Vega, szlovén matematikus, fizikus († 1802)
- április 3. – Nyikolaj Petrovics Rumjancev, orosz államférfi, gróf, diplomata, régiség- és könyvgyűjtő, mecénás († 1826)
- április 29. – Széchényi Ferenc gróf, Somogy vármegye főispánja, főkamarásmester, aranygyapjas lovag, királyi küldött és biztos, a Országos Széchényi Könyvtár és Magyar Nemzeti Múzeum alapítója († 1820)
- június 13. – Zách János Ferenc, csillagász, geodéta († 1832)
- augusztus 23. – XVI. Lajos, francia király († 1793)
- szeptember 9. – William Bligh, angol tengerésztiszt, a Bounty kapitánya († 1817)
- szeptember 26. – Joseph Louis Proust, francia kémikus († 1826)
- október 1. – I. Pál, Oroszország cárja († 1801)
- október 9. – Jean-Baptiste Regnault francia festő († 1829)
- október 18. – Esterházy Nepomuk János, Veszprém vármegye főispánja, mecénás és gyűjtő († 1840)
- november 16. – Bartholomaides László, magyar evangélikus lelkész († 1825)

## Halálozások
- január 10. – Edward Cave, angol nyomdász, szerkesztő és kiadó, a The Gentleman's Magazine című kiadvány, az első modern értelemben vett magazin megalapítója (* 1691)
- január 21. – Ludvig Holberg, norvég-dán író (* 1684)
- október 27. – Beleznay János, Pest vármegye-i birtokos, kuruc ezredes, majd császári-királyi tábornok (* 1673)
- december 13. – I. Mahmud, az Oszmán Birodalom 25. szultánja (* 1696)